# Anna Laura Braghetti
Anna Laura Braghetti (Roma, 3 agosto 1953) è una terrorista e brigatista italiana.

## Biografia
Componente della colonna romana delle Brigate Rosse, è intestataria dell'appartamento di via Montalcini, che si ritiene essere stato la prigione di Aldo Moro. Durante il sequestro, ancora incensurata, Braghetti funge da copertura per gli altri tre brigatisti che stazionano nell'appartamento, fingendo di essere la fidanzata del cosiddetto "ingegner Altobelli", il misterioso quarto uomo dell'operazione che solo molti anni dopo si rivelerà essere il brigatista Germano Maccari.
Braghetti diventa clandestina nel 1978, subito dopo la tragica fine del sequestro Moro e partecipa attivamente ad alcune delle più cruente azioni della colonna romana delle Brigate Rosse. In particolare, il 3 maggio 1979, durante l'irruzione a piazza Nicosia a Roma alla sede della Democrazia Cristiana, apre il fuoco insieme a Francesco Piccioni (Francone, nome di battaglia "Michele") contro la Volante della polizia di Stato accorsa su allarme. Nella sparatoria rimangono uccisi i due agenti Antonio Mea e Piero Ollanu.
Il 12 febbraio 1980, insieme a Bruno Seghetti, partecipa all'omicidio del vicepresidente del Consiglio superiore della magistratura Vittorio Bachelet, sparando per prima. Viene arrestata il 27 maggio dello stesso anno e condannata all'ergastolo. Nel 1981 sposò Prospero Gallinari, dal quale in seguito si separa. Non usufruisce di sconti di pena e viene ammessa alla liberazione condizionale nel 2002.

## Libri
È autrice, insieme a Paola Tavella, del libro Il prigioniero uscito nel 1998 per la Mondadori; oggi il libro è ristampato da Feltrinelli. Dal libro è stato tratto liberamente il film Buongiorno, notte di Marco Bellocchio.
È inoltre autrice, assieme a Francesca Mambro del libro Nel cerchio della prigione.